# Para Esmé, con amor y sordidez
Para Esmé, con amor y sordidez (For Esmé – with Love and Squalor en inglés) es un relato corto de J.D. Salinger. Publicado originalmente en The New Yorker el 8 de abril de 1950, fue recogido en la antología Nueve cuentos de Salinger dos años después.
El cuento rápidamente consiguió popularidad entre los lectores; tras menos de dos semanas de su publicación, el 20 de abril, Salinger «ya había recibido más cartas por Para Esmé que por cualquier historia que había publicado». Según el biógrafo Kenneth Slawenski, el cuento está «considerado como una de las mejores piezas literarias originadas en la II Guerra Mundial». El autor Paul Alexander lo llama una «pequeña obra maestra».
El álbum With Love and Squalor, del grupo We Are Scientists, toma su nombre de este cuento.